# Список редакторів PHP
Ця стаття містить список текстових редакторів, які підтримують специфіку PHP як скриптової мови програмування.

## Безкоштовні редактори
| Назва редактора | Linux | Mac OS X | Windows | Додаткові вимоги |
| --------------- | ----- | -------- | ------- | ---------------- |
| Aptana Studio   | Так   | Так      | Так     | Sun JDK          |
| Bluefish        | Так   | Так      | Так     | GTK+             |
| CodeLite        | Так   | Так      | Так     |                  |
| Geany           | Так   | Так      | Так     | GTK+             |
| Komodo Edit     | Так   | Так      | Так     | Linux: GTK+      |
| NetBeans IDE    | Так   | Так      | Так     | Java, JDK        |
| Notepad++       | Ні    | Ні       | Так     |                  |

### Багатоплатформові
- ActiveState Komodo Edit
- Aptana підтримує способи передачі даних FTP та SFTP
- CodeLite
- Eclipse — PHPEclipse та PHP Development Tools проекти. З додатковими плагінами підтримує SVN, CVS, моделювання баз даних, SSH/FTP доступ, навігатор за базами даних та інше
- Emacs — удосконалений текстовий редактор. Зі спеціальним додатком nXhtml [Архівовано 19 вересня 2008 у Wayback Machine.] для підтримки PHP (та інших мов програмування)
- Geany
- jEdit — багатогранний безкоштовний редактор з відкритим кодом. Підтримує способи передачі даних FTP та SFTP
- Nano (текстовий редактор)
- NetBeans IDE — вільне інтегроване середовище розробки з повною інтеграцією до web-стандартів. Підтримує способи передачі даних FTP та SFTP
- pico
- Vim підтримує підсвічування PHP синтаксису
- SciTE — швидкий редактор із підсвічуванням PHP синтаксису
- JetBrains PhpStorm працює на java, багатофункціональний редактор
- Sublime Text

### Windows
- AkelPad — безкоштовний текстовий редактор з відкритим кодом для операційних систем Microsoft Windows, але може вільно працювати під Wine та під управлінням Unix-подібних операційних систем, таких як Linux
- Alleycode HTML Editor — безкоштовний редактор з підсвічуванням синтаксису як для PHP, так і для HTML
- ConTEXT — безкоштовний редактор з підсвічуванням синтаксису
- CodeLobster
- Crimson Editor — легкий редактор, підтримує FTP
- Dev-PHP IDE
- HTML-Kit — підтримує підсвічування PHP синтаксису та спосіб передачі даних FTP та SFTP
- Notepad++ — підтримує спосіб передачі даних FTP та часто поновлюється
- Programmer's Notepad
- PSPad — підтримує роботу з FTP, дозволяє створювати проекти, працювати з великою кількістю вкладок, підключати компілятори різних мов програмування, здійснює підсвітку синтаксису для різних мов програмування
- Microsoft Office SharePoint Designer — зараз можна вільно завантажити
- PHP Designer
- RJ TextEd — текстовий редактор з багатьма можливостями щодо PHP

### macOS
- Coda — Shareware IDE/Редактор
- Smultron
- TextWrangler — підтримує SFTP та FTP

### Linux
- gedit
- gPHPEdit
- Kate — підтримує будь-який протокол доступу до файлів, що підтримує KIO. Сюди входять HTTP, FTP, SSH, SMB і WebDAV
- KDevelop — підтримує усе, як Kate, а також додавання посилань на функції та синтаксичний аналізатор
- Kwrite

## Безкоштовні On-line редактори
- GoInCloud — Онлайн IDE для розробки PHP-проектів[1]
- Repl.it — PHP CLI онлайн компілятор, IDE, редактор, інтерпретатор і REPL[2]
- CodeSandbox — платформа для розробок[3]
- Codepen — платформа для розробок[4]
- Codeanywhere — онлайн IDE[5]